# ستاره پسیانی
ستاره پسیانی (زادهٔ ۱۳۶۴) بازیگر اهل ایران است. وی در سی و نهمین دوره جشنواره فیلم فجر برندهٔ دیپلم افتخار بهترین بازیگر نقش اول زن برای فیلم یدو (۱۳۹۹) شد. پسیانی برای بازی در فیلم‌های کت چرمی (۱۴۰۱) و من می‌ترسم (۱۳۹۸) نامزد سیمرغ بلورین بهترین بازیگر نقش مکمل زن جشنواره فیلم فجر شد.

## زندگی
ستاره پسیانی در ۱۳۶۴ در تهران به دنیا آمد. پدرش آتیلا پسیانی و مادرش فاطمه نقوی هر دو بازیگر و هنرمند هستند. مادربزرگ وی جمیله شیخی است. ستاره برنده تندیس بهترین بازیگر زن در سی و ششمین جشنواره بین‌المللی تئاتر فجر در بخش مسابقه ایران (ب) برای بازی در نمایش «صد در صد» به کارگردانی مرتضی اسماعیل کاشی شد.

## فیلم‌شناسی

### سینما
| سال  | عنوان                    | کارگردان          | یادداشت |
| ---- | ------------------------ | ----------------- | ------- |
| ۱۴۰۳ | آنتیک                    | محمدهادی نائیجی   |         |
| ۱۴۰۲ | کوکتل مولوتف             | حسین امیری دوماری |         |
| ۱۴۰۱ | کت چرمی                  | حسین میرزامحمدی   |         |
| ۱۴۰۰ | علفزار                   | کاظم دانشی        |         |
| ۱۳۹۹ | خانه ارواح               | کیارش اسدی‌زاده    |         |
| ۱۳۹۹ | بعد از اتفاق             | پوریا حیدری اوره  |         |
| ۱۳۹۹ | یدو                      | مهدی جعفری        |         |
| ۱۳۹۸ | دوزیست                   | برزو نیک‌نژاد      |         |
| ۱۳۹۸ | خوب، بد، جلف ۲: ارتش سری | پیمان قاسم‌خانی    |         |
| ۱۳۹۸ | لتیان                    | علی تیموری        |         |
| ۱۳۹۷ | من می‌ترسم                | بهنام بهزادی      |         |
| ۱۳۹۷ | غلامرضا تختی             | بهرام توکلی       |         |
| ۱۳۹۷ | موج اف ام، ردیف ۴۸       | کیارش اسدی‌زاده    |         |
| ۱۳۹۷ | سرخ‌پوست                  | نیما جاویدی       |         |
| ۱۳۹۷ | جمشیدیه                  | یلدا جبلی         |         |
| ۱۳۹۶ | رضا                      | علیرضا معتمدی     |         |
| ۱۳۹۵ | پدیده                    | علی احمدزاده      |         |
| ۱۳۹۴ | بیست هفته                | مسعود قراگزلو     |         |
| ۱۳۹۴ | هلن                      | علی‌اکبر ثقفی      |         |
| ۱۳۹۴ | وارونگی                  | بهنام بهزادی      |         |
| ۱۳۹۴ | لانتوری                  | رضا درمیشیان      |         |
| ۱۳۹۴ | اژدها وارد می‌شود!        | مانی حقیقی        |         |
| ۱۳۹۳ | کوچه بی‌نام               | هاتف علیمردانی    |         |
| ۱۳۹۱ | فرشتگان قصاب             | سهیل سلیمی        |         |
| ۱۳۸۹ | ورود آقایان ممنوع        | رامبد جوان        |         |
| ۱۳۸۷ | موج سوم                  | آرش سجادی حسینی   |         |
| ۱۳۸۷ | شیرین                    | عباس کیارستمی     |         |
| ۱۳۸۷ | این خلوت تنهایی          | سعید ابراهیمی فر  |         |
| ۱۳۸۷ | آماده باش                | بهرنگ توفیقی      |         |
| ۱۳۸۶ | سه زن                    | منیژه حکمت        |         |
| ۱۳۸۵ | روایت‌های ناتمام          | پوریا آذربایجانی  |         |
| ۱۳۷۰ | بهترین بابای دنیا        | داریوش فرهنگ      |         |

### مجموعه تلویزیونی
| سال  | عنوان             | کارگردان       | یادداشت |
| ---- | ----------------- | -------------- | ------- |
| ۱۴۰۰ | زیرخاکی ۲         | جلیل سامان     |         |
| ۱۳۸۸ | دفترخانه شماره ۱۳ | سید وحید حسینی |         |
| ۱۳۸۷ | همه بچه‌های من     | مرضیه برومند   |         |
| ۱۳۸۶ | گذر میرزا         | محمد اعلمی     |         |
| ۱۳۸۵ | پنجره             | سید وحید حسینی |         |
| ۱۳۸۲ | باغ بلور          | رامبد جوان     |         |

### نمایش خانگی
| سال  | عنوان       | نقش          | کارگردان        |
| ---- | ----------- | ------------ | --------------- |
| ۱۴۰۴ | کنکل        | مارال یوسفلی | رامتین لوافی‌پور |
| ۱۴۰۳ | بامداد خمار |              | نرگس آبیار      |
| ۱۴۰۲ | مرداب       | گلرخ         | برزو نیک‌نژاد    |
| ۱۴۰۲ | حیثیت گمشده | سهیلا        | سجاد پهلوان‌زاده |
| ۱۴۰۱ | مهمونی      | مهمان        | ایرج طهماسب     |
| ۱۴۰۰ | جیران       | نقره         | حسن فتحی        |
| ۱۴۰۰ | خاتون       | پروین        | تینا پاکروان    |
| ۱۳۹۸ | کرگدن       | نازنین       | کیارش اسدی‌زاده  |
| ۱۳۹۷ | نهنگ آبی    | غزل          | فریدون جیرانی   |
| ۱۳۹۲ | شوخی کردم   | نقش‌های مختلف | مهران مدیری     |

### تئاتر
- مجلس تقلید هفت‌خوان رستم (۱۳۶۹)
- آئورا (۷۱–۱۳۷۰)
- اینم از این (۱۳۷۶)
- برف سبز (۱۳۷۷)
- ساز سحرآمیز (۱۳۷۷)
- درد دل با سگ (۱۳۷۸)
- گنگ خوابدیده (۱۳۷۹)
- بسه دیگه خفه شو (۱۳۸۲)
- کالیگولا شاعر خشونت (۱۳۸۲)
- بحرالغرائب (۱۳۸۲)
- تجربه‌های اخیر (۱۳۸۲)
- شکلک (۱۳۸۳)
- هی مرد گنده گریه نکن (۱۳۸۲)
- تلخ مثل عسل (۱۳۸۲)
- دستی روی ماه نام تو را نوشته است (بازی و عروسک‌گردانی) (۱۳۸۳)
- آمدیم نبودید رفتیم
- مکاشفه در باب یک مهمانی خاموش
- ننه دلاور و فرزندان او (۱۳۹۳)
- پاییز(۱۳۹۳)
- دریازدگی (۱۳۹۴)
- باغ آلبالو (۱۳۹۴)
- خدای کشتار (۱۳۹۵)
- دکلره(۱۳۹۵)
- مرگ هوتن (۱۳۹۵)
- دیابولیک: رومئو و ژولیت (۱۳۹۵)
- پرتقال‌های کال (۱۳۹۵)
- خدای کشتار (۱۳۹۶)- اجرای مجدد در تماشاخانه پالیز
- اگه بمیری (۱۳۹۶)
- صد در درصد (۱۳۹۶)
- اتاق ورونیکا.
- الیور توییست (۱۳۹۶)
- خدای کشتار (۱۳۹۷) - اجرای مجدد در تماشاخانه شهرزاد
- صد در درصد (۱۳۹۷) - اجرای مجدد در تماشاخانه شهرزاد
- بداهه (۱۳۹۸) - تماشاخانه ایرانشهر
- قصر موروثی خاندان فرانکشتاین (۱۳۹۸) - تماشاخانه ایرانشهر

## جوایز و نامزدی‌ها
| سال  | جشنواره                                              | بخش                          | فیلم           | نتیجه        | منبع   |
| ---- | ---------------------------------------------------- | ---------------------------- | -------------- | ------------ | ------ |
| ۱۴۰۱ | چهاردهمین جشن بزرگ منتقدان و نویسندگان سینمایی ایران | بهترین بازیگر مکمل زن        | من می‌ترسم      | نامزدشده     | [ ۶ ]  |
| ۱۳۹۹ | سی و نهمین دوره جشنواره فیلم فجر                     | بهترین بازیگر نقش اول زن     | یدو            | دیپلم افتخار | [ ۷ ]  |
| ۱۳۹۸ | بیست و یکمین جشن خانه سینما                          | بهترین بازیگر مکمل زن        | سرخ‌پوست        | نامزدشده     | [ ۸ ]  |
| ۱۳۹۸ | سی و هشتمین دوره جشنواره فیلم فجر                    | بهترین بازیگر مکمل زن        | من می‌ترسم      | نامزدشده     | [ ۹ ]  |
| ۱۳۹۶ | سی و ششمین جشنواره بین‌المللی تئاتر فجر               | بهترین بازیگر زن تئاتر ایران | نمایش صد در صد | پیروز        | [ ۱۰ ] |

## نگارخانه

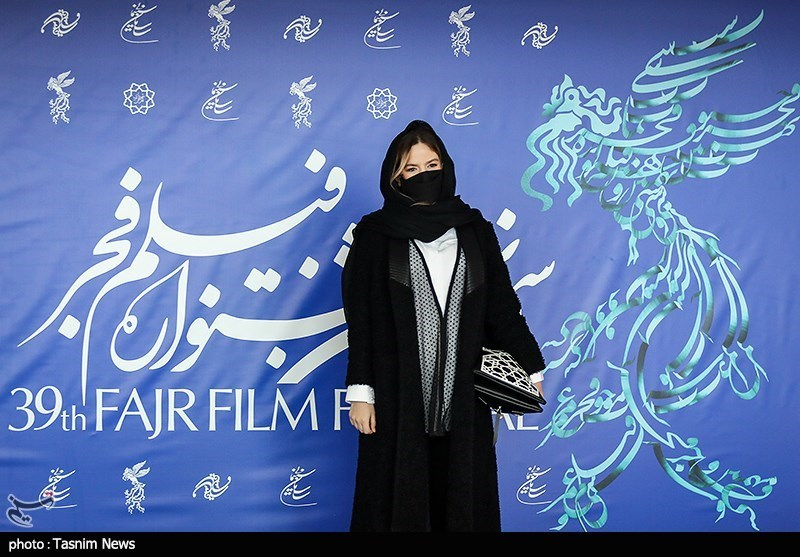
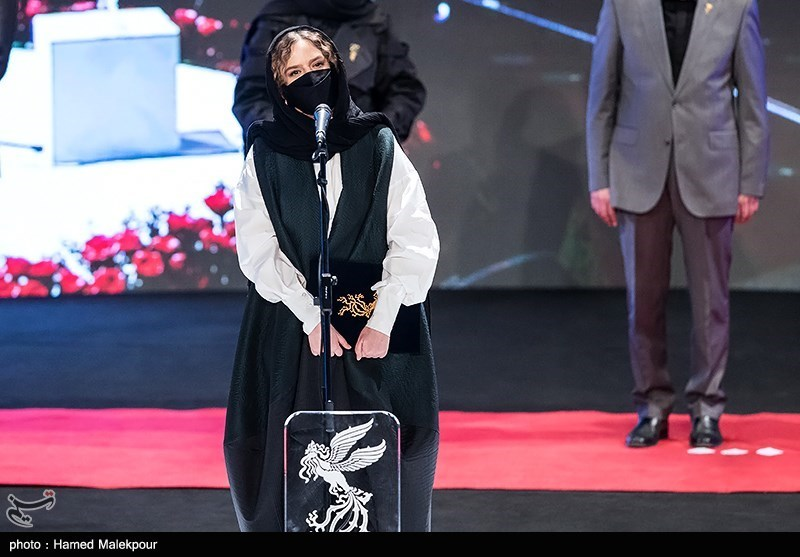
دیپلم افتخار بهترین بازیگر نقش اصلی زن سی و نهمین جشنواره فیلم فجر